# プッシュマタハ郡 (オクラホマ州)
プッシュマタハ郡（英: Pushmataha County）は、アメリカ合衆国オクラホマ州の南東部に位置する郡である。2010年国勢調査での人口は11,572人であり、2000年の11,667人から0.8%減少した。郡庁所在地はアントラーズ市（人口2,453人）であり、同郡で人口最大の都市でもある。

## 歴史

### 管轄の歴史
- 1000年-1500年頃:  カドー族ミシシッピ文明、スピロマウンド
- 1492年-1718:  スペイン
- 1718年-1763年:  フランス
- 1763年-1800年:  スペイン
- 1800年-1803年:  フランス
- 1803年–現在:  アメリカ合衆国
  - 1824年-1825年:  アーカンソー準州ミラー郡（現在の郡域東部）
  - 1825年-1907年:  インディアン準州チョクトー族

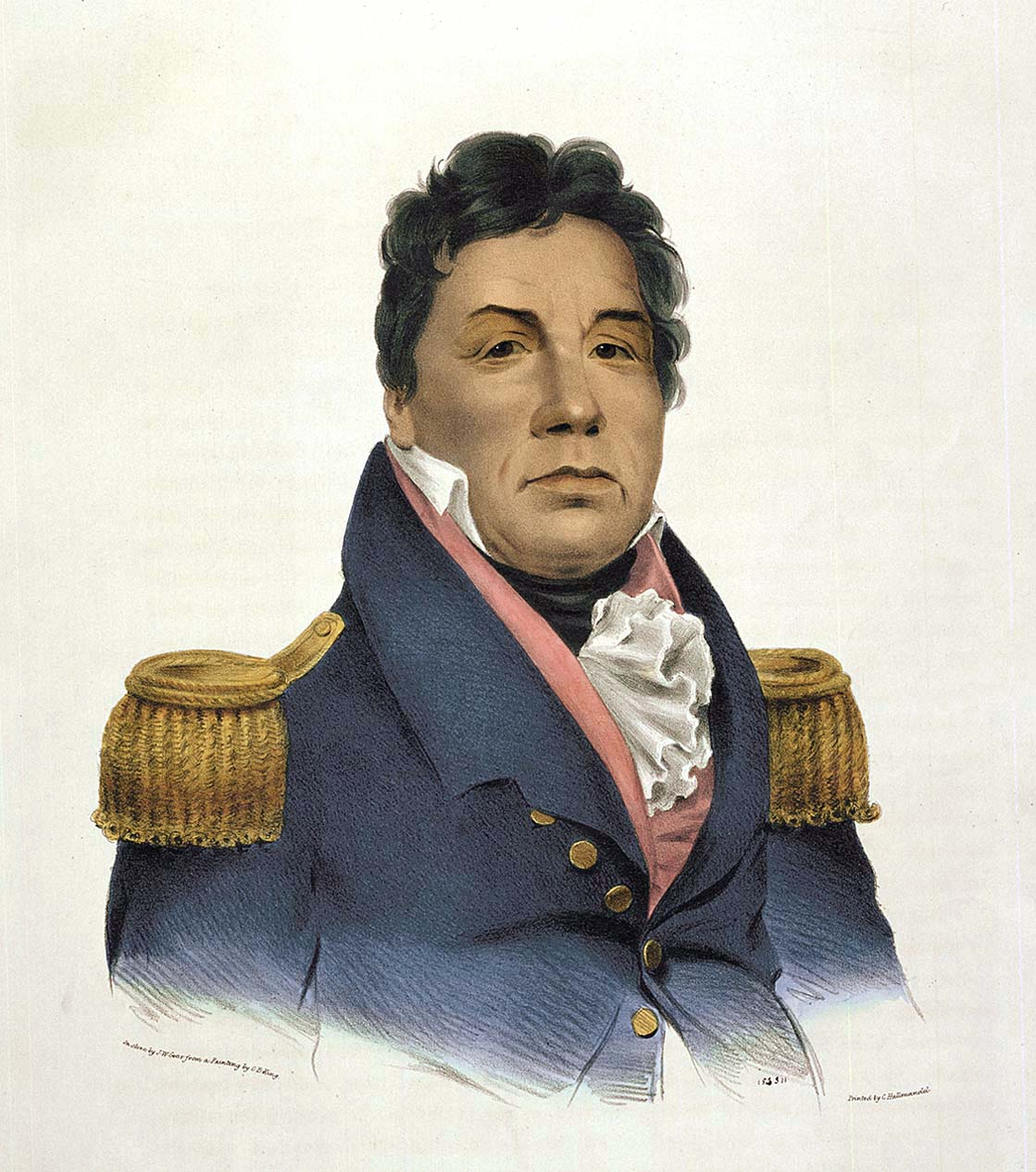
プッシュマタハ酋長、1824年

  - 1907年-現在: オクラホマ州[4]

### 前史と探検の時代
前史時代、後にプッシュマタハ郡となった地域は、フーシェ・マリン文化の中期ウッドランド時代にあたった。時が移って北東のミシシッピ文化に接し、カドー族ミシシッピ文化に移った。その遺跡の中でもスピロ市に近いスピロ・マウンドが有名であり、その交易範囲はキアミチ川やリトル川の流域にまで及んでいた。
北アメリカの歴史は、1492年にクリストファー・コロンブスが指揮するヨーロッパ人が到着して変わり始めた。その後の時代にヨーロッパ人探検家が、名声、宝物および所属する帝国のために地域の征服を求めて北アメリカの内陸深く入ってきた。

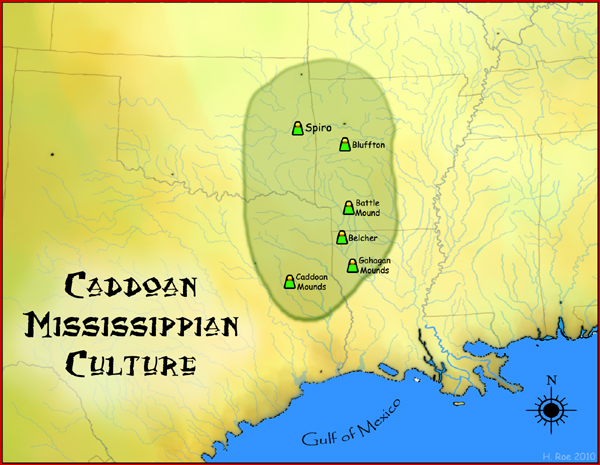
スピロ・マウンドやキアミチ川流域などカドー族ミシシッピ文化の範囲を示す地図

1719年にフランス人ベルナール・ド・ラ・ハルプが現在のプッシュマタハ郡となった地域を探検した。その前年にニューオーリンズの町が設立されており、フランスはラ・ハルプの探検で、先住民との交易を求めてミシシッピ川流域に帝国の力を及ぼし、さらにはニューメキシコに至る道を探した。
現在のプッシュマタハ郡を含む地域は、1803年のルイジアナ買収により、アメリカ合衆国の領土になった。
地域内に最初に足を踏み入れたアメリカ人探検家は1817年のスティーブン・H・ロングだった。1819年には科学者のトマス・ナットールが続いた。二人ともキアミチ川流域を探検しており、ナットールは詳細な記録を残した。
1819年、アメリカ合衆国はスペイン帝国とアダムズ＝オニス条約を結び、レッド川が国境になった。アメリカ合衆国の政策として、スペインの侵略からフロンティアを守り、インディアンの暴力に対しても地域を確保することが重要だったので、その南側国境に沿って一連の砦を構築した。
ゲイツ・クリークとキアミチ川の合流点に設立されたタウソン砦は、レッド川に注ぐ地点の直ぐ上流にあたり、現在のプッシュマタハ郡全体が入る領域を守ることを任務とされた。そこは荒野の真っ只中にあったので、物資を補給するために、アメリカ陸軍工兵司令部はタウソン砦と現在のアーカンソー州フォートスミスとを繋ぐ軍事道路を建設した。その経路は、リトル川流域を通っており、現在の郡域では初の現代的道路となった。南北戦争後にタウソン砦が放棄され、この道路は使われなくなった。道路の痕跡は現在でも確認できる。

### インディアン準州
オクラホマが州に昇格する以前、インディアン準州の中でチョクトー族が主権国家としてこの地域に存在していた。

#### 政治組織
チョクトー族の領土は現在のプッシュマタハ郡全体に及んでおり、プッシュマタハとアプクシュヌビーと呼ばれる管轄区域に分かれていた。これら区域のそれぞれがさらに郡に小分割された。現在のプッシュマタハ郡はシーダー郡、ナショバ郡およびアプクシュヌビー地域のウェイド郡、さらにはプッシュマタハ地域のジャックスフォーク郡とキアミティア郡の中に入っていた。

#### 合衆国との戦争
南北戦争のとき、連邦軍（北軍）はインディアン準州から撤退し、チョクトー族はアメリカ連合国（南軍）と同盟を結んだ。チョクトー族政府は、アメリカ連合国首都バージニア州リッチモンドで開催されたアメリカ連合国議会に代表を派遣し、南軍に参加させるために戦士の大隊を立ち上げた。

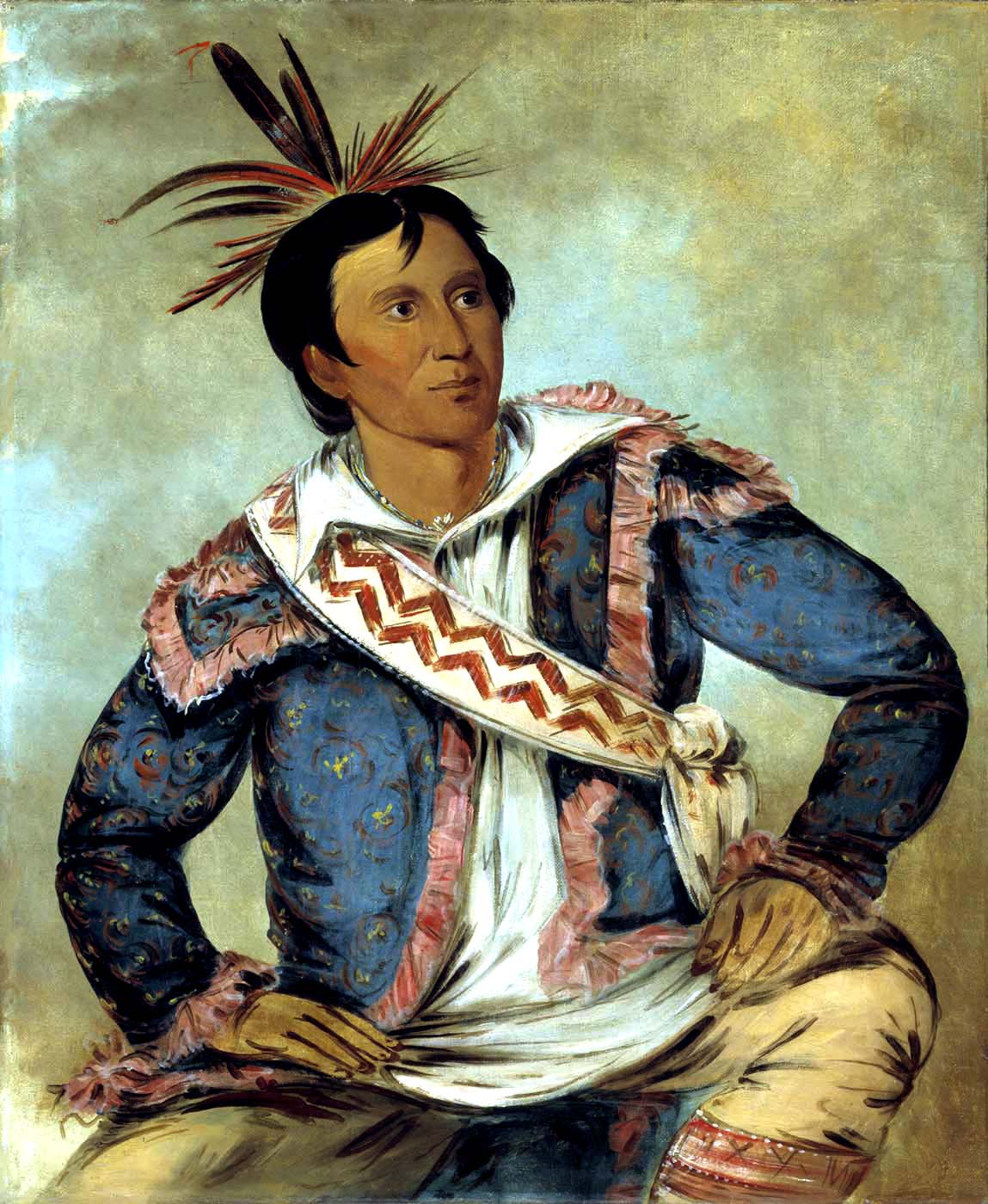
ピーター・ピッチリン、南北戦争時のチョクトー族大酋長

現在のプッシュマタハ郡内では戦闘がおこったという記録が無いが、現在のマカレスター郊外ではペリービルの戦い、現在のアトカ郊外ではミドルボギー貯蔵庫の戦いが起こった。チョクトー族の多くの者が故郷を離れて大隊に加わり、アーカンソー州でのピーリッジの戦いに参戦し、チェロキー族の領土でおきたハニースプリングスの戦いでは、チェロキー族の北軍派と戦った。
当時の記録ではキアミチ川流域で多くの避難民があったとされている。戦争自体は最後の南軍であるチェロキー族のスタンド・ワティー将軍の部隊が1865年6月にタウソン砦で降伏した時に終わった。それはロバート・E・リー将軍の北バージニア軍が降伏して、事実上南軍に勝ち目が無くなってから2ヶ月後のことだった。

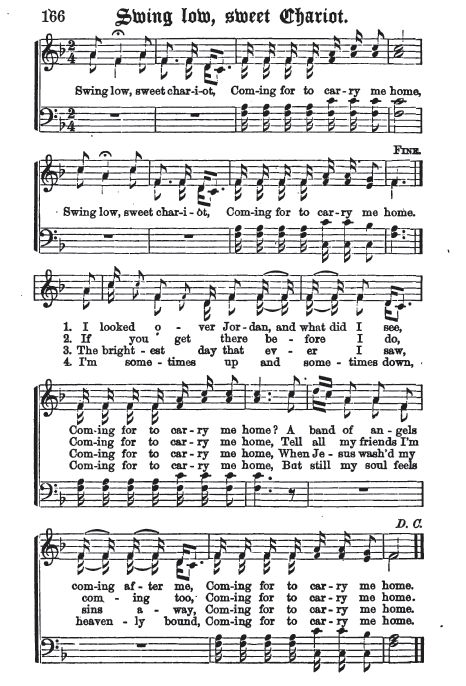
ウォレス・ウィリスが作曲したニグロスピリチュアルの「スイングロー・スイートチャリオット」

1862年以前のある時点で、黒人奴隷のウォレス・ウィリスがニグロスピリチュアルの「スイングロー・スイートチャリオット」を作曲していた。ウィリスはスペンサービルにあるチョクトー族の寄宿学校、スペンサー・アカデミーで働きながらこの作品を作った。この学校と昔のスペンサービルの場所は現在のプッシュマタハ郡南側境界から1,000ヤード (900 m) 足らずにあり、ウィリスがプッシュマタハ郡に住んだ可能性がある。ウィリスは現在のアトカ郡内で死に、無碑銘の墓に埋葬されている。

#### 荒野を抜ける鉄道
チョクトー族は定住性の民だった。その生活は農場と小さな地所に結び付けられていた。チョクトー族は如何なる種類の工業も行わなかった。その領土が現在のプッシュマタハ郡だった結果、この地域に移ってきてからも長い間原始の荒野が残っていた。
1880年代にセントルイス・アンド・サンフランシスコ鉄道、通称フリスコがフォートスミスからテキサス州パリスまで通って、事情が変わった。数マイル毎に駅が建設され、土地の開拓と鉄道の運行双方に貢献した。
フリスコの路線はキアミチ川流域を下ってアルビオンの近くで郡内に入り、アントラーズで川を離れてそこの巨大な崖を回りこむものだった。

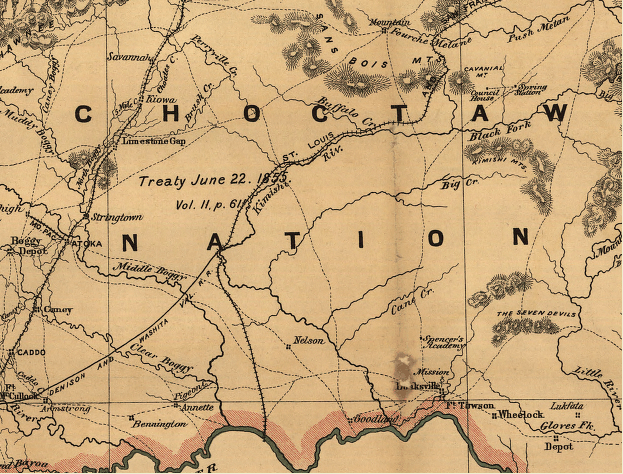
1887年の地図、新しく開通したフリスコ鉄道が見られる。その開通によって原始の荒野で大々的な製材業が始まり、鉄道に沿ったチョクトー族の領土への移民が始まった

鉄道が文明をもたらし、コンクリートが外部世界とを繋いだ。鉄道によって電信も運ばれ、外部のニュースも即座に伝わるようになった。
製材会社が即座に操業を開始した。鉄道の停車駅周辺には荒くれ者の町が出現した。急成長したコソマの町の最盛期には、数件のホテル、医院、雑貨屋ができた。
その後の数十年間、製材会社は地域全体で活動し、鉄道駅を出荷点に使った。これらの出荷点が現在のアルビオン、モイアーズおよびアントラーズの町に成長した。これらの町の間にあった集落、たとえばケロンド、スタンレー、キアミチは後に消失するか、名前だけが残される場所になっている。
フリスコは郡内に多くの土木工事や構造物をもたらした。大量の土砂が運ばれて土盛路床となり、多くの木材はクリークや川を渡る橋になった。鉄道ができれば商業や工業が可能になった。それがインディアン準州に対する白人の興味を増やした。

#### 自治の試み
インディアン準州の文明化五部族はアメリカの州の中に取り込まれることに反対したが、20世紀への変わり目に何らかの形での州になることは避けられないようになっていた。五部族、すなわちチョクトー族、チェロキー族、チカソー族、クリーク族、セミノール族の指導者集団がマスコギーで集まり、インディアン準州の州昇格について指導権を取り、州を作ろうとした。その集会はセコイア憲法制定会議と呼ばれ、セコイア州の設立を提案した。
マスコギーに集まった指導者達は、山や川のような自然の目印で囲まれているチョクトー族領域内の郡は経済的に立ち行かないことを認識した。例えばアントラーズのあるジャックスフォーク郡は広大な領域にちっぽけな郡庁所在地であるメニースプリングス（現在のデイジー）があるだけだった。領域内で唯一商業的に成功している町はアントラーズであり、領域内では南東隅に離れて位置していた。
新しいセコイア州の郡境界は現存する町とその商業的利益の範囲を考慮して慎重に決められていた。郡庁所在地は地域の人口の中心になるようにしていた。
現在のプッシュマタハ郡となる領域は特に問題があった。その東部は事実上人が住んでいなかった。住人はキアミチ川流域にある鉄道に沿った町に集中していた。キアミチ川の半月形をその商業中心とする郡域が描かれ、セコイア州プッシュマタハ郡と呼ばれるようになった。
セコイア憲法制定会議の郡検討委員会の記録は失われたので、その検討内容を示す証拠は残っていない。チョクトー族の尊敬される酋長プッシュマタハの名前に否む地域を残そうと考え、プッシュマタハ郡と命名したことは明らかである。
当時ヒューゴの町の事業は遠く北のケント、スピア、ハムデンさらにはラタン近くまで及んでいた。その結果、ヒューゴを郡庁所在地として提案されたヒッチコック郡の郡境は、現在のチョクトー郡とプッシュマタハ郡の境にそって決められた。同様な検討によって郡の北、東および西の境界が決められた。
アメリカ合衆国議会は提案されたセコイア州の加盟を認めず、インディアン準州とオクラホマ準州を合わせた形での州ができるのを待つことにした。それから間もない1907年にガスリーでオクラホマ憲法制定会議が召集され、新しくオクラホマ州を創設することになった。この時の検討で、セコイア憲法制定会議での議論が基盤を築いていたことが明らかになった。ガスリーでの会議ではプッシュマタハ郡の領域として、セコイアで提案されたものと同じものを採用し、アントラーズを郡庁所在地に再度指定した。

### 州昇格以降

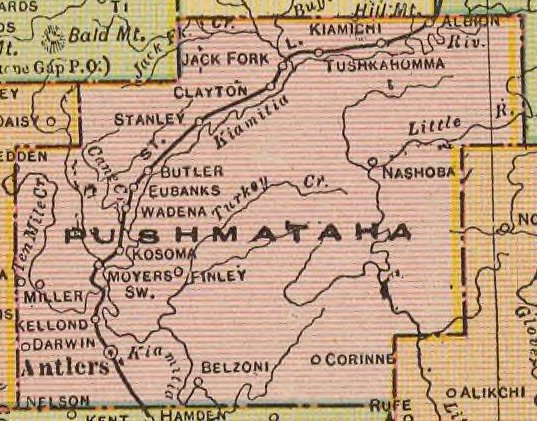
1909年のプッシュマタハ郡

オクラホマが州に昇格したとき、プッシュマタハ郡は農業天国と見なされていた。地元住人は土壌が肥沃であり、天候は温和温暖であり、そのような条件ではいかなる果物や野菜も育つと考えられた。当時の住人は大半が農夫であり、自活していた。
郡ができて最初の数十年間は綿花が最大作物だった。キアミチ川流域全体で栽培された。綿花栽培者は収穫された綿花をアントラーズ、クレイトン、アルビオンなどに運んで目方を測り、フリスコ鉄道で遠くの市場に運び出した。
農夫あるいは雇われた労働者の多くはニグロと呼ばれたアフリカ系アメリカ人だった。郡内にはそこそこのアフリカ系アメリカ人が住んでいたが、その後は減少してほとんど居なくなるまでになった。多くの者は綿花栽培で生活し、綿花が衰退した後は別の仕事を求めて他所に移っていった。
プッシュマタハ郡を構成する領域は、チョクトー族から継承したままに、ほとんど改良が行われなかった。チョクトー族政府は土地を共有で所有していたので、個人は土地を所有していなかった。また大半のチョクトー族は工業や商業に従事しない民族だったので、橋は作られず、道路は改良されず、いかなる種類の公共事業も存在しなかった。
初期の事業指導者達は即座に公的な改良のための資金を求めて、有権者の判断を仰いだ。初期には例えばキアミチ川やジャックフォーク・クリークを渡す橋の建設のための資金が求められた。これらの試みはすべて失敗し、郡の発展が遅れた。対照的に南のチョクトー郡は資金案がほとんど即座に通り、郡内に橋が建設された。これは事業や商業にとって有効であり、ヒューゴの町はアントラーズよりもかなり速く成長した。
しかしプッシュマタハ郡はこのような遅れがあったにも拘わらず、健全なやり方で成長した。郡内には住民が入り町を設立した。それぞれの町が学校を造り、教師を雇うための資金を集めた。教会も建設された。ジャンボ、モイアーズ、クレイトン、アルビオンのような重要な町は、詩人クラブ、音楽グループ、文学協会など文化的な団体や制度も作り、文化的な洗練さも求めた。
チョクトー族は地域での役割を続け、選挙で選ばれる役人など公務員や社会の指導者となって貢献を続けた。第一次世界大戦中、アメリカ陸軍に入隊したチョクトー族のトビアス・W・フレーザー、後に有名になったチョクトーコード（チョクトー語で書かれた暗号）の作成者になった。全部で14人の兵士がこのコード作成に関わり、戦争を早期に終結させることに役立ったとされている。

公共事業促進局の記章

1930年代は大きな変化が続いた。世界恐慌への対応として連邦政府の公共事業促進局が設立され、郡内の多くの町に学校や体育館を建設した。建物に使われた建材は近くで集められた「レッドロック」だった。これらの建物は年期を経て、モイアーズ、ラタン、アントラーズなどでは現在も使われている。ジャンボにあった学校は1990年代に牛の牧場にするために、地元農家が解体した。
世界恐慌時代からもう一つ大きく変わったものは農村電化事業団の存在だった。この事業団の指導と資金によって、郡内に送電線が敷かれ、家屋に配電網ができた。この電化による変化は計測しがたいものがある。しかし、社会生活全体が変化し、例えば空調機器やテレビの普及によって、屋外や中心街での活動が屋内に移った。建築も変化し、店舗、教会、住宅は、窓の開放によって自然の換気を行うような設計が行われなくなった。
1950年代には高規格道路が舗装され標準化された。交通が容易になり、農園と町を繋ぎ、町と他の町を繋いだ。1950年代後半にはフリスコ鉄道が旅客列車の運行を止め、1980年代には貨物列車の運行も止めた。鉄橋は解体され、線路は取り外され、路床は自然に帰された。
1970年に開通したインディアン・ネーション・ターンパイクは、郡内唯一のインターチェンジがあるアントラーズと、オクラホマシティやタルサとを繋いだ。

## 地理
アメリカ合衆国国勢調査局に拠れば、郡域全面積は1,423平方マイル (3,685 km2)であり、このうち陸地1,397平方マイル (3,619 km2)、水域は25平方マイル (66 km2)で水域率は1.79%である。

### 隣接する郡
- ラティマー郡 - 北
- ルフロア郡 - 北東
- マカーテン郡 - 東
- チョクトー郡 - 南
- アトカ郡 - 西
- ピッツバーグ郡 - 北西

プッシュマタハ郡は山がちであり、例外といえるのが郡南側境界にそった比較的平坦な農業ベルト地帯である。キアミチ川流域は郡の北東から南西にかけて三日月形をしており、郡住民の大半がここで生活している。

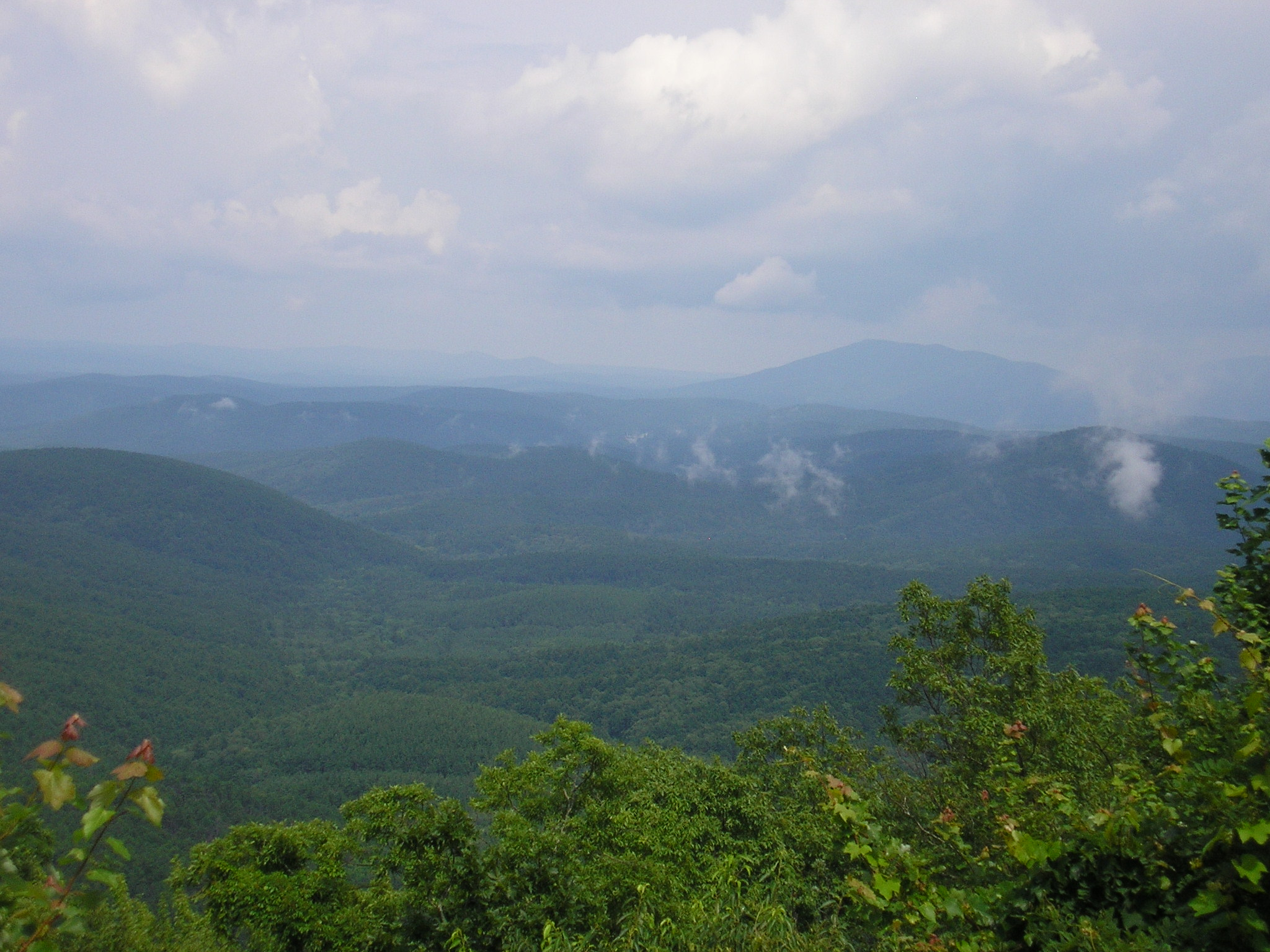
キアミチ山地

キアミチ山地はウォシト山地の支脈であり、郡内の大半を占めている。この山地は明確な定義が無く、北に隣接するワインディングステア山地やその東のボクタクロ山地も同様である。キアミチ山地の最高標高は約1,650フィート (500 m) である。山の多くはよくあるような円錐形ではなく、長い畝りを造っている。山地を通す道路の建設が難しく、山地が多い郡領域の大半には人が住んでいない。
キアミチ川とリトル川の2つの河川が郡内を流れ、他にも多くの支流がある。郡北東部には洪水制御のためのサーディス湖があり、ジャックフォーク・クリークの水を湛えている。南のチョクトー郡にあるヒューゴ湖も同じような目的で造られている。この湖はキアミチ川を堰き止め、その北側が郡内に入っている。他にもクレイトン湖、ナニーワイヤー湖、オジーコブ湖、パインクリーク湖など小さな湖がある。
キアミチ川の主な支流としては、ジャックフォーク・クリーク、バック・クリーク、テンマイル・クリークがある。リトル川にはブラックボーク・クリーク、パイン・クリークがある。

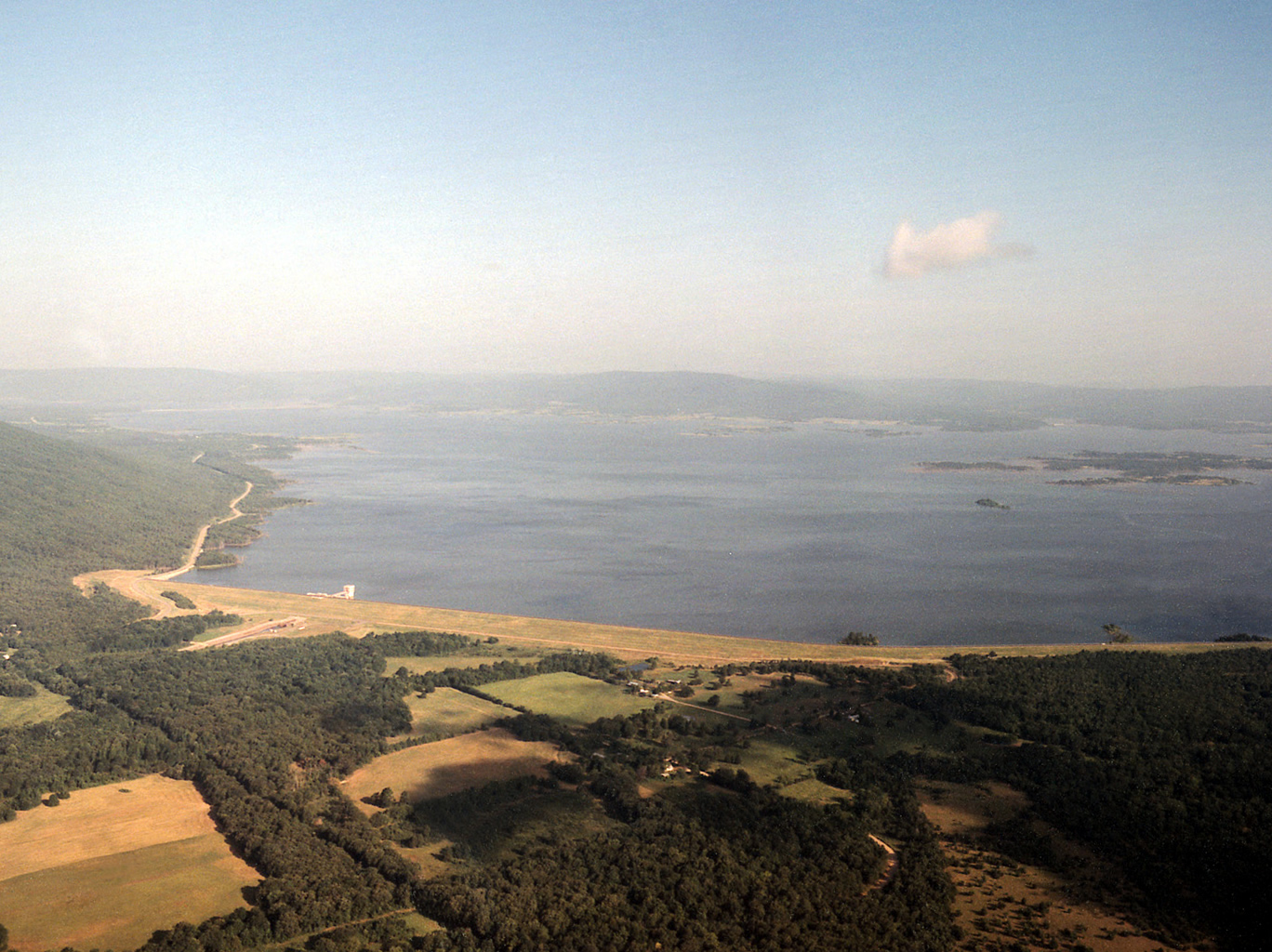
サーディス湖のダム

郡内南東部にはパインクリーク湖に接してパインクリーク野生生物管理地域、クレイトンの近くにプッシュマタハ野生生物管理地域というオクラホマ州が管理する地域が指定されている。どちらも科学的に管理されており、プッシュマタハ野生生物管理地域では生物種の管理のための長期研究計画が進行中である。
郡内の特徴ある地形としては、ジョンズ・バレーにある巨岩の小地域であるロックタウン、クレイトン近くのアンブレラロック、タスカホーマ近くのマッキンリーロックス、タスカホーマ近くの鋸刃状の地形であるポテトヒルズがある。

## 経済
プッシュマタハ郡は、経済学者の言う「ウォシト・バリア」によって、オクラホマ州のほかの部分とは経済的に分離されてきた。キアミチ山地やその北にあるウォシト山地の支脈が、北にある地域との通商を困難にしている。郡を含む域内の交易の中心であるマカリスターは、かなり遠く離れて感じられる。
1911年に連邦準備制度が作られたときに、連邦準備地区に分割され、プッシュマタハ、チョクトーおよびマカーテン各郡はダラス連邦準備銀行とその地区の管轄に入った。オクラホマ州の他の部分はカンザスシティ連邦準備銀行とその地区の管轄に入った。この地区割りは当時の経済学者が認識していたものによっており、郡経済のライフラインが南に拠っている状況を示すものである。
天然資源は常にプッシュマタハ郡の生命線だった。
プッシュマタハ郡はオクラホマ州の中で石油を産出しない数少ない郡の1つである。近年掘削会社が天然ガスを掘り当て、これが一般になってきている。
インディアン準州の最後期と州昇格の初期に、アスファルトがジャンボとサーディスの2か所で掘り出された。これはしばらくの間事業的に成功し、1910年にジャンボで大爆発が起こり多くの坑夫が死んだ後でもそうだった。

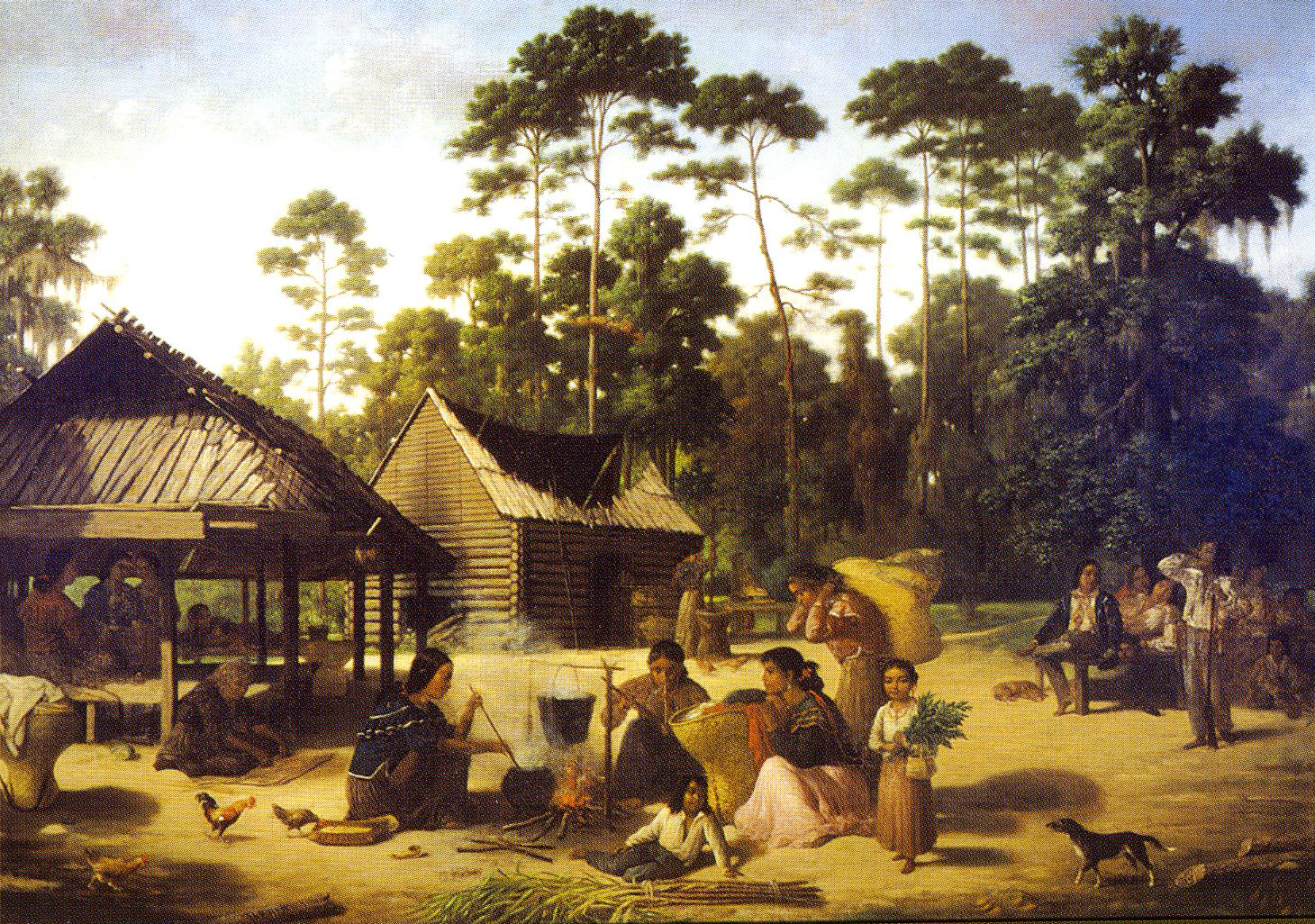
チョクトー族の村、1869年、ハーバード大学ピーボディ博物館蔵。この女性はバスケットを作るためにトウを染める準備をしている

木材が経済の本流である。製材会社が郡内の広大な山林を所有し、林業を営んでいる。成長速度の速い松が選ばれ、多くの地域で松一色の山林ができている。
20世紀の間に交通事情が急速に改善され、経済的に発展した。アメリカ国道1本と州道数本が郡内を通っている。さらにインディアン・ネーション・ターンパイクは4車線の有料道路であり、州間高速道路の標準に合わせて建設された。アントラーズとデイジーのインターチェンジから利用できる。高規格道路とその通過都市は以下の通りである。
- インディアン・ネーション・ターンパイク、アントラーズ
- オクラホマ州道2号線、アントラーズ、ケロンド、モイアーズ、コソマ、ダンバー、クレイトン
- オクラホマ州道3号線 ダーウィン、アントラーズ、ラタン、オリータ、コーリン
- オクラホマ州道43号線、アデル、クレイトン
- オクラホマ州道93号線、ラタン、ヒューゴ
- オクラホマ州道144号線、アルビオン、ノリア、フューエル、ホノビア
- アメリカ国道271号線、アントラーズ、フィンリー、スノー、ナショバ、クレイトン、タスカホーマ、アルビオン

## 気候
プッシュマタハ郡は「竜巻道」の中央にあり、時に激しく、また気まぐれな気象に災いされる。
夏は最高気温が100°F (38 ℃) まで上がり、数日間続くこともある。冬は気温が1桁台 (-12 ℃以下) まで下がることがあるが、稀なことであり、長くは続かない。
降水量は郡内でも変化がある。最東部のホノビアやクラウディの北では年間約52インチ (1,300 mm) の降水量がある。西部では約46インチ (1,150 mm) である。
降雪は稀であり、1インチ (2.5 cm) 以上降ることはない。雪が降っても1日のうちに溶けてしまうのが普通である。結氷は降雪よりも頻度が高い。木の幹を割ったり、送電線を切ったりすることがある。
竜巻は毎年4月から9月の間に多い。毎年暴風雨を経験している。1945年4月にアントラーズを襲った竜巻は、町を破壊し、69人の犠牲者を出させた。気象学者はその竜巻を最も破壊的な範疇のものと考えており、アメリカ合衆国の歴史の中でも32番目に被害が大きかったものである。現在人口の多い地域には「ストームスポッター」と呼ばれる防衛システムがあり、異常気象の時には風の回転や上昇の兆候を観測している。アントラーズでは上昇気流が認められたときに、3か所のサイレンで警報を流し、住民に待避所に逃げるよう促している。
近年は天候不順になることが多い。現在は降水量が平年よりかなり少なく、数年間続く旱魃の最中にある。

## 人口動態

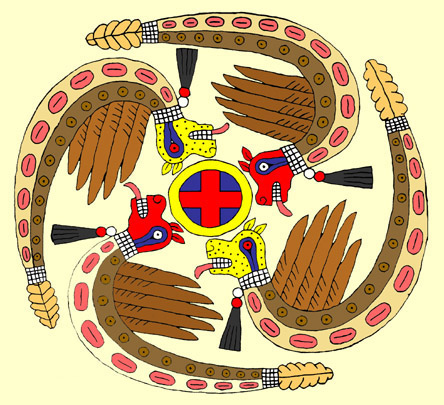
スピロ・マウンドから出土した貝の彫り絵。キアミチ川流域はスピロが支配していた

以下は2000年の国勢調査による人口統計データである。
| 基礎データ - 人口: 11,667人 - 世帯数: 4,739 世帯 - 家族数: 3,288 家族 - 人口密度: 3人/km2（8人/mi2） - 住居数: 5,795軒 - 住居密度: 2軒/km2（4軒/mi2） 人種別人口構成 - 白人: 77.97% - アフリカン・アメリカン: 0.82% - ネイティブ・アメリカン: 15.95% - アジア人: 0.10% - 太平洋諸島系: 0.06% - その他の人種: 0.29% - 混血: 5.16% - ヒスパニック・ラテン系: 1.64% 言語別人口構成 - 英語: 96.2% - スペイン語: 1.7% - チョクトー語: 1.6% 年齢別人口構成 - 18歳未満: 26.0% - 18-24歳: 6.6% - 25-44歳: 24.0% - 45-64歳: 25.2% - 65歳以上: 18.3% - 年齢の中央値: 40歳 - 性比（女性100人あたり男性の人口） - 総人口: 92.5 - 18歳以上: 90.4 | 世帯と家族（対世帯数） - 18歳未満の子供がいる: 30.2% - 結婚・同居している夫婦: 55.3% - 未婚・離婚・死別女性が世帯主: 10.8% - 非家族世帯: 30.6% - 単身世帯: 27.9% - 65歳以上の老人1人暮らし: 14.2% - 平均構成人数 - 世帯: 2.42人 - 家族: 2.94人 収入と家計 - 収入の中央値 - 世帯: 22,127米ドル - 家族: 27,808米ドル - 性別 - 男性: 25,509米ドル - 女性: 17,473米ドル - 人口1人あたり収入: 12,864米ドル - 貧困線以下 - 対人口: 23.2% - 対家族数: 18.8% - 18歳未満: 28.7% - 65歳以上: 19.4% |

## 都市と町
| - アボット - アデル - アルビオン - アントラーズ - ベルゾーニ | - クレイトン - クラウディ - コーン - コーリン - カウンシルハウス | - クラムクリーク - ダーウィン - デラ - ダンバー - エセル | - ユーバンクス - フューエル - フィンリー - ギー - ホノビア | - ジョンズバレー - ジャンボ - ケロンド - キアミチ - コソマ | - ライセウム - ミラー - モイアーズ - ナショバ - ノリア | - オレータ - ラタン - ロドニー - サーディス - スノー | - ソボル - スペンサービル - スタンレー - タスカホーマ - ウィルソン | - ゾラヤ |

## 国家登録歴史史跡

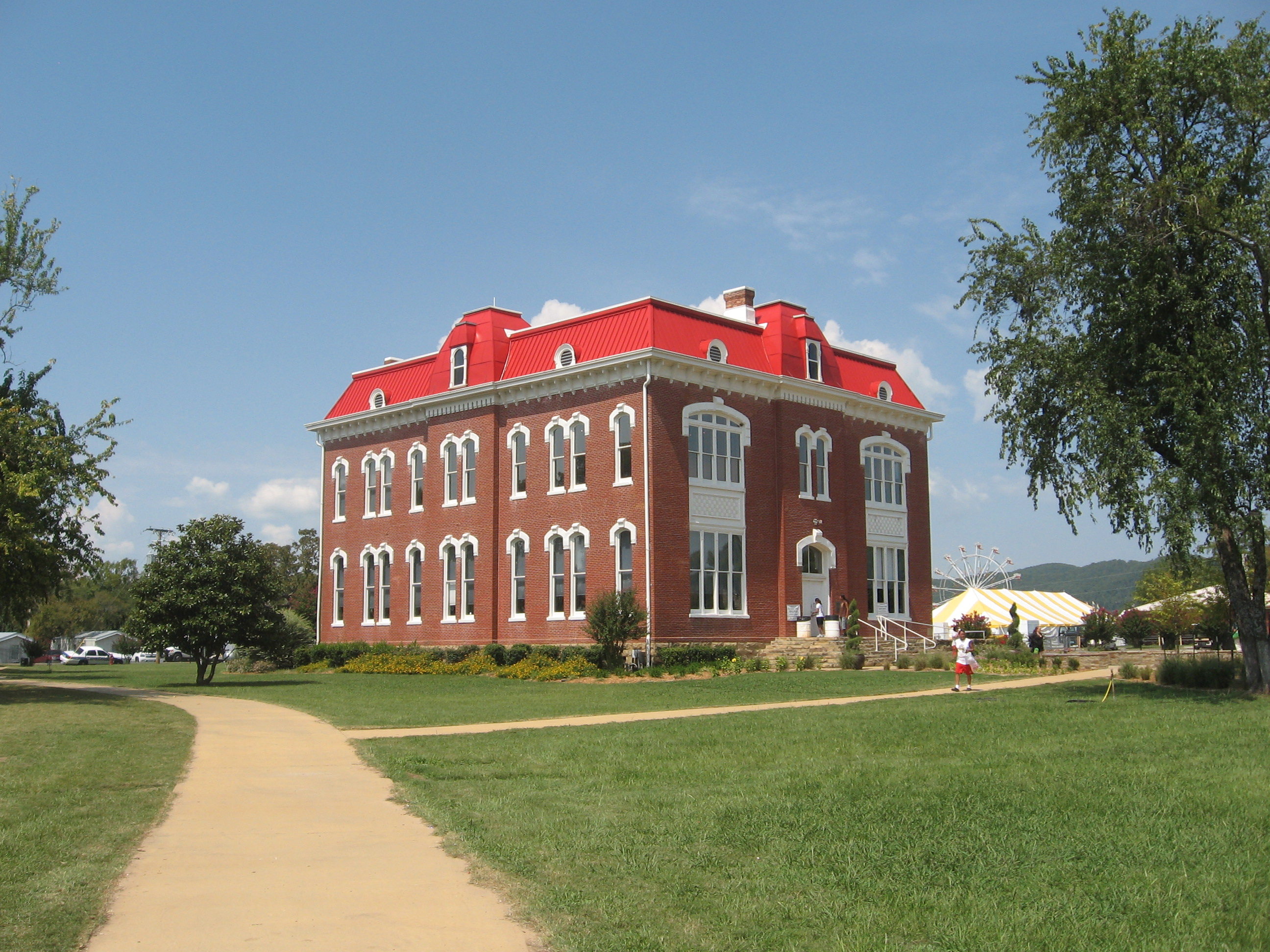
タスカホーマにあるチョクトー族議事堂

プッシュマタハ郡では1984年に郡内の歴史に関わる意識が高まり、その遺産が危機に曝されているようになったので、アントラーズ住人のグループがプッシュマタハ郡歴史協会を設立することになった。この協会の最初のプロジェクトはフリスコ鉄道アントラーズ駅を取得し保存することだった。その後郡墓地の大規模な改修など多くのプロジェクトを行ってきた。
重要な歴史史跡として、モイアーズの北、コソマの東にあるビッグ山の頂上がある。第一次世界大戦中に、テキサス州の基地を飛び立ったイギリス空軍操縦士が操縦する飛行機2機が、悪天候の中でホワイトロック山とビッグ山に墜落し、乗員4名が死んだ。2000年、その慰霊のためにビッグ山の墜落地点に記念碑が建立された。

## 著名な出身者
- ユージーン・M・ブラドレー - ブラッドレー国際空港（コネチカット州）の名称が捧げられた人物
- ニコール・デハフ - 女優
- トビアス・W・フレーザー - チョクトーコード作成者
- マト・コシク - 詩人
- チャールズ・C・スティーブンソン・ジュニア - エネルギー会社 CEO